# Corporación Tecnológica de Andalucía
La Corporación Tecnológica de Andalucía (CTA) es una fundación española. Persigue potenciar la colaboración entre el tejido científico  y el productivo.[cita requerida] Fue presentada públicamente el 27 de julio de 2005 y su acto de constitución oficial fue el 10 de octubre de 2005. Su patronato está presidido por Francisco Mochón Morcillo.

## Introducción
Se trata una fundación privada promovida por la Consejería de Economía, Innovación y Ciencia de la Junta de Andalucía para potenciar la colaboración entre el entorno científico y el productivo como mecanismo para promover la innovación y el desarrollo en Andalucía. Agrupa a los investigadores de las universidades y centros de investigación, a las empresas con vocación innovadora, a entidades financieras y a la Administración Pública.

## Constitución
En el Patronato de CTA están presentes empresas de sectores considerados estratégicos para Andalucía y con actividad en I+D+i en la región; entidades financieras con amplia presencia en la comunidad autónoma; el Consejo Andaluz de Universidades; los Grupos de Investigación y el Gobierno andaluz, a través de la Consejería de Economía, Innovación y Ciencia. En la actualidad, son miembros de la corporación 165 empresas, entre las que hay un número creciente de pymes. 
La fundación contó con una aportación inicial de un millón de euros por cada uno de los 44 patronos fundadores del sector privado, cuya suma global fue igualada por la entonces Consejería de Innovación, Ciencia y Empresa, a través de la Agencia de Innovación y Desarrollo de Andalucía.

## Actividades
Desde su puesta en marcha, la Corporación Tecnológica de Andalucía ha financiado 722 proyectos de Investigación, Desarrollo e Innovación (I+D+i), a los que ha concedido 86,84 millones de euros en incentivos y que han movilizado una inversión privada superior a 529 millones de euros.
En el desarrollo de estos proyectos, participan más de mil investigadores de 234 grupos de investigación de todas las Universidades públicas andaluzas y de organismos como el CSIC, el Ifapa o los hospitales públicos. Estos grupos cuentan con un presupuesto de 51,53 millones de euros por su participación en estos proyectos. (Actualizado 23/Junio/2010)